# Come lei non c'è nessuno
Come lei non c'è nessuno è una compilation della cantante italiana Rita Pavone, pubblicata nel 1976 dalla RCA - serie Linea Tre (catalogo TNL1 3 3019).

## Tracce

### Lato A
1. Fortissimo – 2:26 (testo: Lina Wertmüller – musica: Franco Pisano)
2. Sul cocuzzolo – 2:36 (testo: Carlo Rossi – musica: Edoardo Vianello) – Con il Coro di Franco Potenza
3. Non è facile avere 18 anni – 2:38 (Andrea Bernabini)
4. La partita di pallone – 2:12 (testo: Carlo Rossi – musica: Edoardo Vianello)
5. Che m'importa del mondo? – 2:24 (testo: Franco Migliacci – musica: Luis Enriquez)
6. Cuore (Heart) – 3:42 (testo italiano: Carlo Rossi – testo originale: Cynthia Weil – musica: Barry Mann)

Durata totale: 15:58

### Lato B
1. The Lion Sleeps Tonight (Wimoweh) – 2:46 (testo inglese: Luigi Creatore, Hugo Peretti, George David Weiss – testo originale e musica: Solomon Linda)
2. Dove non so (Il dottor Zivago) – 3:51 (testo: Giorgio Calabrese – musica: Maurice Jarre) – Guido Relly e la sua orchestra
3. Il ballo del mattone – 2:15 (testo: Dino Verde – musica: Bruno Canfora)
4. Finalmente libera (Free Again) – 3:03 (testo italiano: Mogol – testo originale: Michel Jourdan, Joss Baselli – musica: Bruno Canfora) – Luciano Michelini e la sua orchestra.
5. Alla mia età – 2:16 (testo: Carlo Rossi – musica: Roby Ferrante)
6. Come te non c'è nessuno – 2:41 (testo: Franco Migliacci – musica: Oreste Vassallo)

Durata totale: 16:52